# Andrew Jackson Downing
Andrew Jackson Downing (31 de outubro de 1815 - 28 de julho de 1852) foi um paisagista, horticultor e escritor norte-americano, um proeminente defensor do renascimento gótico nos Estados Unidos e editor da revista The Horticulturist (1846-1852)). Downing é considerado um dos fundadores da arquitetura paisagística norte-americana.

## Filosofia de Downing
- "O orgulho das pessoas em seu país está ligado ao orgulho de sua casa. Se puderem decorar e construir suas casas para simbolizar os valores que esperam incorporar, como prosperidade, educação e patriotismo, serão pessoas mais felizes e cidadãos melhores."
- "Uma boa casa levará a uma boa civilização."
- "A casa individual tem um grande valor para um povo".
- "Há uma influência moral em uma casa de campo."
- "Um bom lar encorajará seus habitantes a buscar uma existência moral."[2][3][4]

## Publicações selecionadas
- A Treatise on the Theory and Practice of Landscape Gardening, Adapted to North America, 1841.[5]
- Cottage Residences: or, A Series of Designs for Rural Cottages and Adapted to North America, 1842; reimpresso como Andrew Jackson Downing, Victorian Cottage Residences, Dover Publications, 1981.[6]
- The Fruits and Fruit-trees of America: Or, The Culture, Propagation, and Management, in the Garden and Orchard, of Fruit-trees Generally: with Descriptions of All the Finest Varieties of Fruit, Native and Foreign, Cultivated in this Country, 1847[7]
- The Architecture of Country Houses: Including Designs for Cottages, and Farm-Houses and Villas, With Remarks on Interiors, Furniture, and the best Modes of Warming and Ventilating, D. Appleton & Company, 1850; reimpresso como Andrew Jackson Downing, The Architecture of Country Houses, Dover Publications, 1969.[8]
- «On the Moral Influence of Good Houses». Horticulturist. 1818. pp. 345–47. Cópia arquivada em 6 de julho de 2010